# 藍 (漫畫家)
藍（日语：／ Ai，1986年7月26日—），日本漫畫家。女性。

## 來歷
投身當漫畫家之前曾經作為Web Director在公司服務。業務員時期志願為AKB相關的同人偶像雜誌上發表創作。由於無法兩方同時兼顧，因此辭去業務員轉身專注投入漫畫家的工作。
2013年至2016年，連載《Million Doll》在COMIC SMART社出版發行的漫畫雜誌《GANMA！》上。並於2015年2月10日發表製作電視動畫，同年7月至9月播出。
2014年6月起為偶像歌手寺由芙進行周邊商品插圖的創作，之後也為能登有沙等等長崎出身的當地偶像進行周邊商品插圖的創作。
2016年，以隔週連載方式發表與偶像御宅丈夫一起生活為題材的隨筆集。

## 人物
身為漫畫家之外，她也以一般觀眾的身分經常參加聲優的後援活動。是少數對偶像團體造詣深湛的漫畫家，並於《Million Doll》動畫版播出時出席戶外的舞台活動與聲優對談。
上面提到藍她對偶像團體造詣深湛之外，並有著對偶像業界深入的熱情，定期在LOFT PLUS ONE舉辦以偶像和藝能的研究為活動概念之社團。因概念內容豐富而受到熱烈的歡迎，並成為日文Twitter的熱門搜尋關鍵字。
此外，藍在畫漫畫時使用三星Galaxy Note 3平板手機的繪圖程式（使用的程式是Autodesk sketchbook）。

## 作品列表

### 漫畫作品
- Million Doll（《GANMA！（日语：GANMA!）》，COMIC SMART社（日语：セプテーニ・ホールディングス），全2冊）
- （《cakes（日语：note (配信サイト)）》，株式會社Piece of Cake）

### 音樂相關
- 能登有沙單曲特典漫畫「MOONLIGHT AM0:00」
- MilkShake（日语：MilkShake）專輯封套插圖
- 寺由芙官方周邊商品

### 連名、書籍發表
- honcierge 對談：櫻井紗季＋小林晏夕 東京勁舞娃娃 feat. 藍
- TOKYO IDOL PROJECT
- TopYell 9月號、11月號（專訪刊載）

### 演出
- （Style Cube主辦）

## 外部連結
- （日語）－藍的官方網站。
- 【官方】藍的X（前Twitter） （日語）
- 藍 （页面存档备份，存于） （日語）－cakes（日语：note (配信サイト)）
- 藍：公開作品 （页面存档备份，存于） （日語）－漫畫圖書館Z公式官網 (舊名J-Comi)（日语：Jコミ）
- 著者：藍 （日語）－媒體藝術資料庫（日语：メディア芸術データベース）
- Million Doll （页面存档备份，存于） （日語）－GANMA！
- 電視動畫「Million Doll」官方網站 （页面存档备份，存于） （日語）